# Alfredo Irusta Sampedro
Alfredo Irusta Sampedro (Valle de Trápaga-Trapagaran, 8 de gener de 1968) és un ciclista basc, ja retirat, que fou professional entre 1992 i 1996. Era fill del també ciclista Alfredo Irusta Irusta.
De la seva carrera, destaca la victòria que va aconseguir a la Volta a Navarra quan encara era amateur.

## Palmarès
- 1991
  - 1r a la Volta a Navarra
  - 1r a la Pujada a Gorla
  - 1r al Memorial Cirilo Zunzarren
- 1995
  - 1r al Gran Premi de la Muntanya de la Volta al País Basc

### Resultats a la Volta a Espanya
- 1993. 69è de la classificació general
- 1994. 47è de la classificació general
- 1995. 80è de la classificació general

### Resultats al Giro d'Itàlia
- 1995. Abandona
- 1996. Abandona